# Carmen Stoianov
Carmen Stoianov este un muzicolog român. Profesor universitar doctor, a ocupat între 2000-2010 funcții de conducere (prodecan și decan) al Facultății de Muzică din cadrul Universității „Spiru Haret” din București. Este căsătorită cu compozitorul prof. univ. dr. Petru Stoianov.

## Studii
Formată într-un mediu familial multietnic, într-o familie de melomani (operă), a început studiul muzicii din copilărie, prin lecții particulare de pian și teoria muzicii cu diverși profesori (Josif Prunner jr., Nadia Rădulescu, Feri Dincă), din anul 1961 devenind eleva proaspăt înființatei (din 1957) Școli de Muzică și Arte Plastice nr.5 din București unde – fiind admisă în eșalonul celor considerați „cu decalaj”, recuperează anii considerați „lipsă”; studiază cu profesorii: Elena Novacu (pian), Valentin Gabrielescu (teoria muzicii, solfegiu, dictat), Cezar Mărculescu (ansamblu coral) și Edith Wisky (educație muzicală) demonstrând, la capătul a patru ani de studii (1965), că este la nivelul colegilor cu opt ani de pian și astfel este admisă în continuare la studii liceale de specialitate.
După absolvirea Liceului de Muzică nr.1/ Colegiul Național „Dinu Lipatti” (1965-1969) la Secția teoretică (pian – Florino Delatolla și Yolanda Last; teoria muzicii, solfegiu, dictat – Ion Vintilă, ansamblu coral – Nicolae Niculescu) și, în paralel – o serie de perfecționări: canto clasic – Lucia Anghel, Cecilia Dumitriu Mizrahi; pian – Dan Mizrahi; armonie/ contrapunct – Maya Badian, își desăvârșește formația la nivel universitar, fiind admisă la două dintre specializările Conservatorului „Ciprian Porumbescu” (1969-1973), astăzi Universitatea Națională de Muzică din București: Pedagogie Muzicală și Muzicologie. Legea permițându-i la acea dată să urmeze o singură specializare, optează pentru Muzicologie studiind, între alții, cu: Ovidiu Varga (muzicologie și istoria muzicii universale), Octavian Lazăr Cosma (istoria muzicii românești și îndrumător Licență), Dumitru Bughici (compoziție muzicală), D. D. Botez (dirijat cor academic), Constantin Bugeanu (dirijat orchestră), Liviu Comes (contrapunct), Florin Eftimescu (armonie), Carmen Petra-Basacopol (forme muzicale), Aurel Stroe (teoria instrumentelor și orchestrație), Paul Jelescu, Iosif Csire (citire de partituri), C. A. Ionescu, Gh. Ciobanu, Sebastian Barbu-Bucur (muzică bizantină), George Bălan (estetică muzicală), Emilia Comișel, Dinu Vasile (folclor muzical), Grigore Constantinescu (critică muzicală); Grete Gabriel-Ionescu (pian).
- 1973 - Teza de licență (Istoria Muzicii): Compozitorul, pianistul și scriitorul Ioan Scărlătescu, îndrumător Acad. prof. dr. Octavian Lazăr Cosma;

- 1986 - Gradul Didactic I, îndrumător Acad. prof. dr. Octavian Lazăr Cosma;

- 1996-1998 - Doctorat la Universitatea Națională de Muzică București; Teza de Doctorat în Muzicologie: Repere în neoclasicismul muzical românesc, îndrumător Acad. prof. dr. Octavian Lazăr Cosma;
- 1999-2001 - Masterat în Studii Culturale Ebraice – Facultatea de Litere a Universității din București; Disertație de Masterat: Corespondența arheografică Bet-Bait în scrierea presinaitică descifrată de Flinders Petrie (1905) și în Cărți biblice (Sir William Matthew Flinders Petrie, Fellow of the Royal Society in London, Fellow of the British Academy), îndrumător: prof. dr. Dan Horia Mazilu (Membru corespondent al Academiei Române).[2]

## Activitate

### Activitate didactică
- Profesor de pian (grad didactic I) la Școala de Muzică și Arte Plastice nr.2 (1973-1990) și Colegiul Național Dinu Lipatti (1988-1990);

- Lector univ., apoi Conferențiar univ. la Universitatea Națională de Muzică din București (1990-2000) – disciplinele: Istoria Muzicii Românești, Muzicologie;

- Profesor univ. la Universitatea „Spiru Haret” din București , Facultatea de Muzică, Facultatea de Arte (2000-2014) – disciplinele: Istoria Muzicii Românești, Muzicologie; Retorică, Hermeneutică și Dramaturgie muzicală; Fațete ale sonorului în scrierile biblice;

- Decan: 2000-2008, Facultatea de Muzică a Universității „Spiru Haret” din București, calitate în care a acreditat atât specializarea Pedagogie Muzicală, cât și masteratul Arta Muzicală (pe care l-a proiectat, înființat și coordonat);

- Prodecan 2008-2010, Facultatea de Muzică a Universității „Spiru Haret” din București;

- Cadru didactic asociat la Universitatea din București, Facultatea de Litere, Centrul de Studii Iudaice (1998-2000).

### Activitate culturală
- Realizator și director de programe muzicale la TVRM (2002-2006), inițiind și realizând cicluri de emisiuni de televiziune: Portret în sunet, Cu și despre muzică, Urmași ai lui Grigoraș Dinicu, Oaspeți la TvRM, Maeștri ai culturii românești – în colaborare cu Valeriu Râpeanu;

- Colaborator: TVR1, TVR2, Radio România Cultural, Radio România Muzical, Radio Shalom;

- Organizator și participant: sesiuni științifice, mese rotunde, simpozioane naționale și internaționale (Anatol Vieru – 1999, Marcel Mihalovici – 2000, George Enescu – 1981, 2011), în domeniile muzical și literar (Universitatea Națională de Muzică – București/1977-1980, 1991-2000, Universitatea de Arte „George Enescu” din Iași/1980, Universitatea din Montpellier/2000, Universitatea din București/2000-2003, Universitatea „Spiru Haret”/2000-2014, Universitatea de Vest „Vasile Goldiș” din Arad/2008, Universitatea de Vest – Timișoara/2010), Săptămâna Internațională a Muzicii Noi, București 2014, colocvii, conferințe, congrese…..

- Organizator și conducător: Workshop de muzicologie: Comunicarea despre muzică; în cadrul Festivalului Internațional „Timișoara Muzicală Academică”, 30-31 martie 2009.

- Coordonator (Musicology) – Edit. Cartea Universitară;

- Coordonator științific - Studii de Muzicologie, vol. XIV, Valori și tendințe în muzica românească contemporană, București, Edit. Muzicală, 1979

- Președinte al Comisiei de Doctorat în Etnomuzicologie, Ecole de Hautes Etudes, Paris, 2002, îndrumător științific prof. Henri Stahl;

- Referent oficial în Comisii de Doctorat: Universitatea Națională de Muzică București; Academia de Muzică „Gh. Dima” Cluj-Napoca., Aviz privind susținerea Tezei de Doctorat – Chișinău (candidat: Paul Gamurari, Președintele Uniunii Compozitorilor din Republica Moldova, 14 mai 2021).

### Membru fondator
- Cenaclul Tinerilor Muzicologi „George Breazul”- Universitatea Națională de Muzică, București, 1972;

- Uniunea Criticilor, Redactorilor și Realizatorilor Muzicali, 1990;

- Fundația Melos, 1990;

- Membru fondator și președinte al Asociației de Integrare Culturală Europeană (AICE, 2010)

### Membru în Comitete editoriale
- Analysis and Metaphysics, An International Journal Denbridge Press New-York, 2005-2008;

- Law, Culture, and Society, An International Journal, Cartea Universitară, București, 2007;

- Linguistic and Philosophical Investigations, Denbridge Press New-York, 2005-2008;

- RevArt, Specialized Review of Theory and Critic of Arts, Edit. Aegis, Timișoara, 2009-2010;

- Review of Contemporary Philosophy, An International Journal, Cartea Universitară/Adleton Academic Publishers 2005-2009.

- A inițiat (și a dat numele colecției) MUZART (2009) la Edit. Eurostampa, Timișoara (colecție cuprinzând volume și studii de muzicologie, editată de prof. univ. dr. Veronica Laura Demenescu, Facultatea de Muzică a Universității de Vest, Timișoara).

### Membru în societăți profesionale și artistice
- Uniunea Compozitorilor și Muzicologilor din România din 1980; membră în secțiile de Muzicologie și Critică muzicală a UCMR, Muzică ușoară și Muzică didactică;

- Societatea Internațională de Muzică Contemporană – Secțiunea Națională Română;

- Asociația Română a Femeilor în Artă;

- The „Goldstein Goren” Center for Hebrew Studies – Facultatea de Litere a Universității din București, în cooperare cu The „Cukier Goldstein Goren” Foundation in Israel.

### Președinte și Membru în jurii naționale și internaționale
- Mamaia 1990-1992;

- Concursul național/internațional de Pian Irina Șațchi – Râmnicu Vâlcea;

- Concursul național de Muzicologie Râmnicu Vâlcea;

- București 91, Jazz – EuropaFEST.

## Premii și Diplome de Excelență
- 1973: Critica și Teoria Artei – Festivalul Național al Artei Studențești, Sibiu
- 1980: Jurnalism: Critica și Teoria Artei – Scânteia Tineretului, București (Edit. Șef-adj./responsabil secția culturală: Ion Cristoiu)
- 1981: Muzicologie: Premiul Uniunii Compozitorilor din România (Monografie)
- 2003: Premiul Internațional al Fundației Goldstein Goren – pentru toate studiile cuprinse în volumul Studia hebraica, nr. 3, 2003, Universitatea din București
- 2009 – Locul I – Simpozionul Internațional – secțiunea postere – „Muzica și dansul între clasic și modern”, pentru „Pianul, partener al vocii în lied” organizator Ministerul Educației, Cercetării și Tineretului, Inspectoratul Școlar al Municipiului București, Clubul Copiilor sector 1, București 16 mai 2009, București
- 2010 – Locul I – Simpozionul Internațional – secțiunea postere – „Muzica și dansul între clasic și modern”, organizator Ministerul Educației, Cercetării și Tineretului, Inspectoratul Școlar al Municipiului București, Clubul Copiilor sector 1, București, mai 2010, București
- 2019: Muzicologie: Premiul Uniunii Compozitorilor și Muzicologilor din România (Cecretare Muzică Sacră)
- 2020: Premiul de Excelență pentru articole cu caracter de creație muzicologică - Revista Actualitatea Muzicală.
- 2009 – Diplome Participation Award – Musica Sacra-Musica Mundi (CaraimanFest, Bușteni, 1st International Tour & Religious FilmFestival);
- 2009 – Diplomă de Excelență – Festivalul Național Tinere Talente, Edit. XXX;
- 2009 – Diplomă de Excelență – Festivalul Vacanțe Muzicale la Piatra Neamț, Edit. XXXVIII;
- 2011 – Diplomă – Organizare, consultanță și Evaluare la proiectul ARTA LA PACHET - Expoziție de artă, Organizația Civică Alternative;
- 2008 – Diplomă de participare – Școala de vară Câmpia Română de Vest – spațiu cultural European (Ministerul Educației, Cercetării și Tineretului, Universitatea de Vest „Vasile Goldiș” din Arad;
- 2009 – Diplomă de participare – Simpozionul Antifonia 40;
- 2011 – Diplomă de participare – Festivalul Național Tinere Talente, Edit. XXXII;
- 2011 – Diplomă – Organizare, consultanță și Evaluare la proiectul LUNA FEMEII – Expoziție foto, Clubul Presei Transatlantice.

## Studii și publicații

### Monografii
- Ioan Scărlătescu (135 pp., Edit. Muzicală, 1976)

- George Stephănescu (221 pp., Edit. Muzicală, 1980 – Premiul UCR/Uniunea Compozitorilor din România – 1981, monografie).

### Volume de sinteză
- Repere în Neoclasicismul Muzical Românesc (176 pp., Edit. România de Mâine, Edit. I – 2000, Edit. II – 2004)

- Neoclasicism Muzical Românesc (228 pp., Edit. România de Mâine, Edit. I – 2001, Edit. II – 2005)

- Cercetare și Comunicare în muzicologie (200 pp., Edit. România de Mâine, 2010)

- Dimensiunea sonoră a existenței în proza literară a lui Mihai Eminescu și în scrierile lui Ion Creangă (228 pp., Edit. Eurostampa, 2013);

- Sonorul în Basmul Românesc (508 pp., Edit. Eurostampa, 2015), postfață Lavinia Coman

- Cărțile Psalmilor. Reflexii în sonor, Cartea Întâi (600 pp., Psalmii 1-41, Edit. Muzicală, 2019)

- Cărțile Psalmilor. Reflexii în sonor, Cartea a Doua (400 pp., Psalmii 42-72, Edit. Muzicală, 2019 – Premiul UCMR/ Uniunea Compozitorilor și Muzicologilor din România – 2019, Cercetare Muzică Sacră)

### Volume colective
Membru a colectivului de elaborare:
- Dicționar de termeni muzicali, București, Edit. Științifică și Enciclopedică, 1984

- Dicționar de termeni muzicali, București, Edit. Științifică și Enciclopedică, 2008

- Mapping Opportunities for Cultural Cooperation, A short guide to the Romanian cultural sector today, București, Ecumest, Romanian Cultural Institute, 2004

### Studii
În volume
- Miorița în creația a trei compozitori contemporani: Paul Constantinescu, Anatol Vieru și Sigismund Toduță – În: Studii de Muzicologie, vol X, București, Edit. Muzicală, 1974; Premiul de Critica și Teoria Artei – Sibiu, 1973

- Creația corală a lui Doru Popovici – În: Studii de Muzicologie, vol XVI, București, Edit. Muzicală, 1981

- Despre un verb și valențele lui contemporane: A ZICE, În: Almanah Scânteia Tineretului, 1981, p. 53-56

- Musikalische Erscheinungsformen in Eminescus Marchen, În: Neue Literatur, nr.1, București, 1989

- Despre sculptarea Sunetului prin Tăcere și a Tăcerii prin Sunet în „Concertul pentru violoncel și orchestră de Anatol Vieru” (în colaborare cu Petru Stoianov). În: Simpozion de muzicologie „Anatol Vieru” – 1999, București, Edit. Muzicală, 2001

- Note privind gândirea neoclasică a lui Marcel Mihalovici. În: Centenar Marcel Mihalovici – București, Edit. Muzicală, 2001

- Dinamics of the Jewish themes approach in Romanian musical creation. În: Studia Hebraica, nr.1, 2001, București, The Goldstein Goren Center for Hebrew Studies, Universitatea din București, 2001

- Ivela ( în colaborare cu Ioana Stoianov). În: Studia Hebraica, nr.2,2002, București, The Goldstein Goren Center for Hebrew Studies, Universitatea din București, 2002

- Simbolic approaches of the Alef-Beit opposition and complementarity in a structuralist analysis; duality as a basis of man's thought (în colaborare cu Ioana Stoianov). În: Studia Hebraica, nr.3, 2003, București, The Goldstein Goren Center for Hebrew Studies, Universitatea din București, 2003 (Premiul Internațional al Fundației Goldstein Goren – pentru toate studiile cuprinse în volum)

- Un cas particulier de l'elite juive de Roumanie: le compositeur Filip Lazar, representant du dialogue Judeo-Roumain pendant les premiers decennies du XXe siecle (1913 – 1936). În: Permanences et ruptures dans l'histoire des Juifs de Roumanie (XIXe – XXe siecles), Universite Montpellier III, 2004

- În „alt fel” despre despre sunetul dinlăuntrul numărului, dinlăuntrul literei, În: 1st International Congress on Foundational Research in Law and Philosophy of Law, 25-29 May, 2005, Bucharest, Cartea Universitară, 2006

- Liturghia AMEN-urilor de Liviu Comes sau despre sensurile lui AMEN la răspântie de timp și timpuri, În Law, Culture, and Society, An International Journal, Cartea Universitară, București, 2007

- Implicarea sonorului în mitologia și credințele Chinei antice: de la Cosmologie la Meloterapie (I-II), În: Studii, articole și eseuri muzicologice, Edit. Universității Transilvania, Brașov, 2007

- Petru Stoianov: Noduri și Semne, posibile structuri pe scara unui model modal, În: Studii de știință și cultură, an IV, nr. 3 (14), septembrie 2008, Arad, Universitatea Vasile Goldis University Press, 2008

- Un titlu: Cântarea Cântărilor și un gând în inima alfabetului ebraic, În: Proceedings of the 1st World Congress on Science, Economics, and Culture, 25-29, August 2007, New York– Bucharest, Cartea univeristară, București, 2008

- Muzicologia și actul comunicării, În: Ipostaze ale muzicii moderne în sec. XIX-XX, vol. 1 – Muzicologie, Timișoara, Edit. Eurostampa, 2008

- Reconsiderarea cadrului modal de esență diatonică în Variațiuni pe un colind de Petru Stoianov, pe o temă de Sabin Drăgoi, În: Proceedings of the 3rd World Congress on the Advancement of Scholary Research in Science, Economics, Law, and Culture, New York, August 25-29, 2009, Adleton Academic Publishers, New York, 2009

- Georg Friedrich Haendel și Franz Joseph Haydn în oglinda ultimului pătrar de secol XVIII (în colaborare cu Petru Stoianov), În: RevArt, nr. 1-2, 2009, Edit. Aegis, Timișoara, 2009;

- Compozitorul Petru Stoianov și atracția textelor nichitiene, În: RevArt, nr. 1-2, 2009, Edit. Aegis, Timișoara, 2009

- Antioh Cantemir – fiu al unui „prinț fără de țară” – note privind dimensiunea sonoră a versurilor sale (în colaborare cu Petru Stoianov), În: RevArt, nr. 1-2, 2009, Edit. Aegis, Timișoara, 2009

- Universul muzicii vocale semnate IOAN SCARLATESCU, În: RevArt, nr. 1-2, 2009, Edit. Aegis, Timișoara, 2009

- Opera din Basarabia în secolul XX de Luminița Guțanu, În: RevArt, nr. 1-2, 2009, Edit. Aegis, Timișoara, 2009

- Cântarea sacră de tip organum, linie directă de la antichitatea orientului Mijlociu către Musica Enchiriadis și Schola Enchiriadis? (în colaborare cu Petru Stoianov)În: Artă și Știință, 2009, Edit. Universității Transilvania din Brașov

- Experiența spirituală a muzicii: Publicul pe care nu îl cunoaștem (I), În: Aniversările Muzicale 2009-2010, Edit. Universității Transilvania din Brașov

- Experiența spirituală a muzicii: Publicul pe care nu îl cunoaștem (II), În: Artă și Știință, 2010, Edit. Universității Transilvania din Brașov

- Muzica – artă a comunicării: dinamica definirii sferei sonore (în colaborare cu Petru Stoianov), În: RevArt, nr. (10)1, 2010, Edit. Aegis, Timișoara, 2010

- Dinamica ciclului variațional în „Evenimente 1907” de Tiberiu Olah, În: Tiberiu Olah, Restituiri, București, Edit. Muzicală, 2010 (cf. Muzica, București, an XXVII, nr. 5 (296), mai 1977)

- Tiberiu Olah (I), În: Tiberiu Olah, Restituiri, București, Edit. Muzicală, 2010 (cf. Muzica, București, an XXVIII, nr. 2 (305), 1978)

- Tiberiu Olah (II), În: Tiberiu Olah, Restituiri, București, Edit. Muzicală, 2010 (cf. Muzica, București, an XXVIII, nr. 3 (306), 1978)

- De la istoria muzicii românești la istoria culturii muzicale românești în planul învățământului muzical universitar, În: Orizonturi ale artei secolelor XIX-XX din perspectiva secolului XXI, Proceedings, Edit. Eurostampa Aegis, Timișoara, 2010

- The Counterpoint of Moods in Sept Chansons de Clement Marot by George Enescu. În: Proceedings of the George Enescu International Musicology Symposium, Bucharest, 2011, Volume 2, București. Edit. Muzicală, 2011

- Iannis Xenakis – un om ce și-a împlinit destinul, În: Anuar științific: Muzică, Teatru, Arte plastice, nr. 1 (14), 2012, Edit. Grafema Libris, Chișinău, 2012

- Despre Decanul Facultății de Muzică de la Universitatea Spiru Haret, în: Valentina Sandu-Dediu; Andreea Chiselev, Victor Giuleanu – Uin portret în documente și mărturii, București, Edit. Muzicală, 2014

- L-am cunoscut pe „maître” Theodor Grigoriu (?!?), în: În memoriam Theodor Grigoriu (1926-2014). 90 de ani de la naștere, Edit. îngrijită de Mihaela Marinescu-Grigoriu, București, Edit. Muzicală, 2016

În Muzica
- Uvertură Națională de George Stephănescu, În: Muzica, București, an XXVII, nr. 3 (294), martie 1977
- Myriam Marbe – De aducere aminte, În: Muzica, București, an XXVII, nr. 4 (295), aprilie 1977
- Dinamica ciclului variațional în „Evenimente 1907” de Tiberiu Olah, În: Muzica, București, an XXVII, nr. 5 (296), mai 1977
- Tiberiu Olah (I), În: Muzica, București, an XXVIII, nr. 2 (305), 1978
- Tiberiu Olah (II), În: Muzica, București, an XXVIII, nr. 3 (306), 1978
- Aspecte ale operei „Zamolxe” de Liviu Glodeanu (I), În: Muzica, București, an XXX, nr.10 (337), octombrie 1980
- Aspecte ale operei „Zamolxe” de Liviu Glodeanu (II), În: Muzica, București, an XXX, nr.11 (338), noiembrie 1980
- Variațiuni simfonice pentru pian și orchestră de Mircea Chiriac, În: Muzica, București, an XXX, nr.12 (339), decembrie 1980
- Ars Poetica de Mircea Chiriac, În: Muzica, București, an XXXII, nr. 10 (337), octombrie, 1982
- Vinicius Grefiens, În: Muzica, Buc, an XXXVII, nr. 2 (413), februarie 1987
- Imnele țării în ipostaze oratoriale, În: Muzica, Buc, an XXXVII, nr. 7 (418), iulie 1987
- Vocal-simfonicul. Teritoriu al valențelor umaniste, În: Muzica, București, an XXXIV (437), februarie 1989
- Mitul dac despre Zamolxe în concepția dramaturgică a lui Liviu Glodeanu, În: Muzica, serie nouă, București, nr. 1, 1990
- Creația de muzică ușoară a compozitorului Laurențiu Profeta (în colaborare cu Petru Stoianov), În: Muzica, serie nouă, București, an III, 1992, nr. 2
- Posibile interpretări ale sferei sonore în Genesis, În: Muzica, serie nouă, București, nr. 4, 1998;
- Liviu Comes, În Muzica, serie nouă, București, nr. 3, 1999
- Centenar CHOPIN – Frederic Chopin – Ballade nr. 2, op. 38, Un posibil cod sau simple coincidențe? În: Muzica, serie nouă, București, nr. 1, 2010

În Actualitatea Muzicală
- Aniversare AM, În: Actualitatea Muzicală, serie nouă(CCXXVI), nr. 5, septembrie 2020, p. 4-5
- Cercetări muzicologice – Creația beethoveniană: reflexe psalmice, În: Actualitatea Muzicală, serie nouă (CCXXVI), nr. 8, august 2020, p. 22-23
- Lauri – Gabriel Fauré la întâlnirea cu Psalmii biblici, În: Actualitatea Muzicală, serie nouă (CCXXVI), nr. 9, septembrie 2020, p. 15 (rubrica Lauri)
- Remember – Nicolae Lungu (120) De la nume….la renume, În: Actualitatea Muzicală, serie nouă (CCXXVI), nr. 10, octombrie 2020, p. 12
- Inedit – Manifestări de ieri și de azi în onoarea Sf. Cecilia – patroană a muzicii, În: Actualitatea Muzicală, serie nouă (CCXXVI), nr. 10, octombrie 2020, p. 13
- Remember – Aaron Copland (120): de la trasee biblice la Psalmi, În: Actualitatea Muzicală, serie nouă (CCXXVI), nr. 11, noiembrie 2020, p. 27
- Aniversăei – Ioan Cartu (200) - De la catedră la cântare psalmică armonică, În: Actualitatea Muzicală, serie nouă (CCXXVI), nr. 9, decembrie 2020, p. 32
- Remember – Arc peste timp (Dinu Lipatti), În: Actualitatea Muzicală, serie nouă (CCXXVI), nr. 9, decembrie 2020, p. 33
- În actualitate – Pseudo-recomandări muzicale 2021, privind spre 2022,În: Actualitatea Muzicală, serie nouă (CCXXVII), nr. 1, ianuarie 2021, p.19
- Gheorghe Mandicevski – creator de muzică liturgică, În: Actualitatea Muzicală, serie nouă (CCXXVII), nr. 1, ianuarie 2021, p.28
- Conexiuni – Arnold Schonberg, urmașii săi și tangențele cu lumea filmului, În: Actualitatea Muzicală, serie nouă (CCXXVII), nr. 2, februarie 2021, p. 22-24
- Restituiri – Un trio virtual feminin. Madrigale și Psalmi, , În: Actualitatea Muzicală, serie nouă (CCXXVII), nr. 3, martie 2021, p.18-19
- Istorii – Jubileu la jumătate de mileniu: 1521-2021 (I)….O stea se înalță…., În: Actualitatea Muzicală, serie nouă (CCXXVII), nr. 4, aprilie 2021, p. 21
- Istorii – Jubileu la jumătate de mileniu: 1521-2021 (II)….Altă stea va străluci tot mai tare…., În: Actualitatea Muzicală, serie nouă (CCXXVII), nr. 5, mai 2021, p. 18-19
- Isabella Leonarda (400) – creatoare de Psalmi și prima compozitoare care a publicat Sonate da Chiesa, În: Actualitatea Muzicală, serie nouă (CCXXVII), nr.6, iunie 2021, p. 13

### Caiete - Program
- Caiet – Program – Săptămâna Internațională a Muzicii Noi: Edit. II – 1992 (96 p.)
- Caiet – Program – Săptămâna Internațională a Muzicii Noi: Edit. VI – 1996 (128 p.)
- Caiet – Program – Timișoara Muzicală Academică – Edit. XVIII, 4-31 mai 2008 (87 p.)

### Elaborări de cursuri universitare
- Istoria Muzicii Românești (Edit. România de Mâine, 2005 – în colaborare cu Petru Stoianov)
- Istoria Muzicii Universale (208 pp., Edit. Fundației România de Mâine, Edit. I – 2007, Edit. II – 2009 – în colaborare cu Mihaela Marinescu)
- Istoria Muzicii Universale (119 pp.,- în colaborare cu Mihaela Marinescu); Curs în tehnologie IFR; Anii I și II, București, Edit. Fundației România de Mâine, 2013
- Istoria Muzicii Românești (în colaborare cu Petru Stoianov), În: Sinteze III, Edit. Fundației România de Mâine, București, 2005
- Curs de istoria culturii muzicale ebraice/israeliene (manuscris) – Curs elaborat în cadrul centrului de Studii Ebraice – Facultatea de Litere din cadrul Universității din București (1998-1999)

### Îngrijire de ediție cursuri universitare
- Sinteze – vol I, București, Edit. Fundației România de Mâine, 2002 (235 p)
- Sinteze – vol II, București, Edit. Fundației România de Mâine, 2002 (252 p)

### Cronici, eseuri, articole, recenzii, interviuri
În Muzica
- Emil Simon – Li Mingqiang, nr. 10 (349), 1981
- Omagiu lui Bacovia, nr. 1-2 (352-353), 1982
- Simfonia I de Ulpiu Vlad, nr. 6 (357), iunie 1982
- Recitaluri, nr. 4 (380), aprilie 1984
- Gala laureaților, nr. 6 (381), 1984
- Din concertele Filarmonicii „George Enescu”, nr. 7 (382), 1984
- La Opera Română, nr. 8 (431), 1988

În Actualitatea Muzicală
- Trei minute cu...Monica Anghel, Ileana Șipoteanu – nr. 43 (II), 1991
- Cu și despre Cătălin Târcolea – nr. 41 (II), 1991
- Despărțiri. Vasile Vasilache jr. – nr. 41 (II), 1991

În Melos
- LOUIS și Sidney: o trompetă și un saxofon - nr.2 (23), 1992
- Hit Parade x 6 – nr.2 (23), 1992
- Hit Parade x 3 – nr.3 (36), 1993
- Hit Parade x 4 – nr.4 (37), 1993
- Hit Parade x 3 – nr. 1 (34), 1993
- Hit Parade x 5 – nr. 3 (24), 1992
- Hit Parade x 13 – nr 4 (24), 1992
- Jelly Roll – nr, 4 (25), 1992
- Cei doi K.O. – nr. 4 (25), 1992
- Hit Parade x 5 – nr. 11 (32), 1992
- Când știi să oprești clipa... – nr. 1 (serie nouă), ianuarie 1999
- Lecția de muzică - nr. 2, martie 1999
- Arta recunoștinței – nr. 2, martie 1999
- Mai bogați cu încă o împlinire – nr. 3, mai 1999
- Starea componisticii în România (I) – nr. 3, mai 1999
- Starea componisticii în România (II) – nr. 4, iulie 1999
- Starea componisticii în România (III) – nr. 5, septembrie 1999
- Starea componisticii în România – concluzii – nr. 6, noiembrie 1999
- Sonata da camera în recitiri – nr. 1-3, ianuarie- martie, 1999

În România Literară
- Crăiasa Zăpezii de Liana Alexandra – an XII, nr. 42, 16 oct. 1980
- Căsătoria secretă de Cimarosa – an XII, nr. 50, 11 dec. 1980
- Tannhauser – an XIV, nr. 7, 12 fev. 1981
- Pe micul ecran – an XIV, nr. 24, 11 iun. 1981
- La Opera Română – an XIV, nr. 40, 1 oct. 1981
- Hyperion – an XV, nr. 7, 11 fev. 1982
- Cu Orfeu prin secole – an XV, nr. 11, 11 mart, 1982
- Seară spaniolă de balet – an XVII nr. 17, 26 apr. 1984
- Lumea de pe lună – an XVII nr. 24, 14 iun. 1984

În Flacăra
- Așezământ Enescu – an XXIX, nr. 24 (1305), 12 iunie 1980
- Concert Anatol Vieru – an XXIX, nr. 31 (1312), 13 iulie 1980

În Scânteia Tineretului
- În prim plan – muzica ușoară – an XXXVI, seria II, nr. 9821, 20 dec, 1980
- În studioul de concerte al Radioteleviziunii – an XXXVII, seria II, nr. 9840, 14 ian. 1981
- Falsuri sub etichete folclorice (anchetă amplă) – an XXXVII, seria II, nr. 9757, 7 oct. 1980 (Premiul de Critica și Teoria Artei al ziarului Scânteia Tineretului, 1980)
- Ritmurile operetei – an XXXVII, seria II, nr. 9869, 17 fev. 1981
- Încă o dată despre lipsa de unitate - an XXXVII, seria II, nr. 9894, 18 mart. 1981
- Vești tinere de la Ateneul Român – an XXXVII, seria II, nr. 9882, 4 mart.1981
- Centenar Enescu – an XXXVII, seria II, nr. 9971, 17 iunie 1981
- Centenar Enescu – A cânta cu sufletul peisajul românesc – an XXXVII, seria II, nr.9995, 15 iulie 1981
- Ipostazele personalității – an XXXVII, seria II, nr.10055, 24 sept. 1981
- Al XI-lea Festival Internațional „George Enescu” – Muzica – limbaj universal – an XXXVIII, seria II, nr. 10052, 21 sept. 1981
- Tineri mesageri de prestigiu ai României – an XLI, seria II, nr. 11435, 20 nov. 1985
- Festivalul Internațional „George Enescu” – oglindă a unui anotimp de pace - an XLI, seria II, nr. 11299, 27 nov. 1985
- Cvartetul „Voces” – an XVI, seria II, nr. 11371, 20 dec. 1985
- Cartea muzicală și cititorii săi – an XLII, seria II, nr. 11440, 13 mart. 1986

În Supliment Literar - Artistic
- Ascensiunea unei compozitoare – an I, nr. 15, 27 dec.1981;
- Cantautorii – an II, nr. 17, 17 ian. 1982;
- Sonata de-a lungul anilor – an IV, nr. 19 (137), 6 mai 1984;
- De la partitură la interpret. La cumpăna gestului – an IV, nr.21 (139), 20 mai 1984;
- De la partitură la interpret. Tineri pianiști – an IV, nr. 18 (136), 29 apr. 1984;
- De la partitură la interpret. Seară Beethoven – an IV, nr. 26 (144), 24 iun. 1984;
- Zamolxe de Liviu Glodeanu – an IV, nr. 27 (145), 1 iulie, 1984, p. 2;
- Stagiunea Ateneului. Gânduri răzlețe – an IV, nr. 36 (154), 2 sept. 1984;
- La întâlnirea cu muzica – an IV, nr. 38 (56), 16 sept. 1984;
- Panoramic cameral – an IV, nr. 39 (157), 23 sept. 1984;
- Dialog peste secole. Musica antiqua – an IV, nr. 40 (158), 30 sept. 1984;
- Gong la Operă – nr. IV, nr. 41 (159), 7 oct. 1984, p. 7;
- Festivalul cântecului ostășesc – an IV, nr. 44 (162), 28 0ct. 1984 p. 9;
- Cantata „Suflet de țară” de Theodor Drăgulescu – an IV, nr. 45 (163), 4 nov. 1984;
- Voi capitale ale muzicii românești – an IV, nr. 47 (165), 18 nov, 1984;
- Ovidiu Bălan la Filarmonică – an IV, nr. 51 (169), 16 dec. 1984;

- Panoramic cameral – Formația „Contemporan” – an IV, nr. 1 (172), 6 ian. 1985

În Luceafărul Bulgar
- Din file de jurnal muzical – anul X, nr. 15 (120), 1999

În Tribuna
- Sub cupola Ateneului – Cluj, an XXV, nr. 40 (1293), octombrie, 1981

În Ateneu
- Critica criticii muzicale – Bacău, an 21, nr. 4 (73), aprilie 1984

În Contemporanul
- Consonanța compozitorului cu dirijorul – nr. 42 (2083), 17 oct. 1986

În Opinia Națională
- Deschiderea noului an de învățământ la Universitatea Spiru Haret, nr.291,9 oct.,2000, p. 3
- Un miraj perpetuu: TEATRO ALLA SCALA, nr. 312, 17 septembrie 2001, p. 8
- Adunarea festivă de la Palatul Sporturilor și Culturii din capitală: deschiderea anului de învățământ 2001, nr.313-314, 8 octombrie 2001, p. 5
- Muzicieni și profesori cu vocație, har și bună pregătire, nr.315, 15 octombrie 2001, p. 4
- Cântece ale Unirii, nr.321, 1 decembrie 2001, p. 4
- Echipa fantastică, nr.324, 21 ianuarie 2002, p. 2
- O preocupare de prim ordin: pregãtirea pentru examenul de licențã, nr.328, 4 martie 2002, p. 3
- Împărtășind gândul cel bun, zicem și colindăm, nr.350, 16 decembrie 2002, p. 8
- La aniversarea lui Ciprian Porumbescu: Un zvon de cântec, o vioară, nr.357,17martie 2003, p.1
- Sunetul muzicii și semnificația unui concert de excepție, nr. 362, 2 iunie 2003, p. 8
- Un ideal al școlii muzicale românești (în colaborare cu prof.univ.dr.Dr.H.C. Victor Giuleanu), nr.378-379, 15 decembrie 2003, p. 2
- Cu și ...despre muzică, la facultate și la TvRM și nu numai..., nr.388, 1 martie 2004, p.1 și p. 4
- O notabilă prezență feminină la Facultatea de Muzică, nr.389, 8 martie, 2004 p. 8
- Laudatio în onoarea domnului profesor doctor docent VICTOR GIULEANU , nr. 403, 22 noiembrie 2004, p.1 și 8
- Colinde, colinde, sosiră colindele..., nr. 407, 20 decembrie 2004, p. 8
- Petru Stoianov – lucrări pe texte și pretexte nichitiene, În: Opinia națională, București, nr. 472, 23 martie 2009

În Vitraliu
- Zilele muzicii contemporane, nr.2/1993, Bacău, p. 3

În Meridian
- Gânduri despre Templul Muzicii, București, 1993, p. 13

În Tourism & Business
- Laudatio musical pentru magistru, București, nr.59, nov. 2004, p. 8

## Articole publicate online
Alfred Mendelsohn sau OMUL FLACĂRĂ IDEE – publicat pe 10 iunie 2015
Seară de muzică la Castelul Peleș – publicat pe 8 octombrie 2015
TRIO STERNIN, La Sărbătoarea Luminilor - publicat pe 18 ianuarie 2018, ediția nr. 263
APLAUZE (virtuale) PENTRU LIANA TAUBERG și „familia ei (nu doar) muzicală”! – publicat pe 8 aprilie 2021, ediția nr. 343
IN LOVING MEMORY OF THE HOLOCAUST VICTIMS – publicat pe 1 iulie 2021, ediția nr. 348
An cu stea în frunte. Cărțile copilăriei – 20 ian. 2021

## CD Booklet
Georgeta Ștefănescu-Barnea – pian, Electrecord:
- CD 1 (Domenico Cimarosa, Joseph Haydn, Maurice Ravel, Filip Lazăr, Franz Liszt, Marțian Negrea)
- CD 2 (Carol Miculi, Sabin Drăgoi, Marțian Negrea, Irina Odăgescu-Țuțuianu, Stan Golestan)
- CD 3 (J.S. Bach, L. van Beethoven, Paganini-Liszt, Renato Grisoni)

Petru Stoianov – Et in Hiperboreea ego...., Thalassa recording, 2000 (Heteropsalmia – pentru ansamblu instrumental, Proporții 2 – pentru două instrumente soliste, Introspectiv 47 – pentru ansamblu instrumental, Pe un cadran solar II / Baladă pentru un instrument solist, 2+1+1 – Proporții pentru saxofon sopran, alto, tenor, bariton, Hiperboreeana – poem pentru orchestră de coarde)